# São João Baptista (Porto de Mós)
São João Baptista is een plaats (freguesia) in de Portugese gemeente Porto de Mós en telt 2869 inwoners (2001).